# Hannoverscher Sportverein von 1896 1983-1984
Questa voce raccoglie le informazioni riguardanti l'Hannoverscher Sportverein von 1896 nelle competizioni ufficiali della stagione 1983-1984.

## Stagione
Nella stagione 1983-1984 l'Hannover, allenato da Gerd Bohnsack e Werner Biskup, concluse il campionato di 2. Bundesliga al 14º posto. In Coppa di Germania l'Hannover fu eliminato ai quarti di finale dal Borussia M'gladbach.

## Rosa
| N. |                     | Ruolo | Calciatore       |
| -- | ------------------- | ----- | ---------------- |
|    | Germania (bandiera) | P     | Jürgen Rynio     |
|    | Germania (bandiera) | D     | Günter Dämpfling |
|    | Germania (bandiera) | D     | Bernd Gorski     |
|    | Germania (bandiera) | D     | Bastian Hellberg |
|    | Germania (bandiera) | D     | Detlev Hennies   |
|    | Germania (bandiera) | D     | Axel Horn        |
|    | Germania (bandiera) | D     | Burkhard Steiner |
|    | Germania (bandiera) | D     | Karsten Surmann  |
|    | Germania (bandiera) | D     | Bernd Thiele     |
|    | Germania (bandiera) | C     | Ralf Aussem      |
|    | Germania (bandiera) | C     | Lars-Peter Beike |
|    | Germania (bandiera) | C     | André Frercks    |

| N. |                     | Ruolo | Calciatore      |
| -- | ------------------- | ----- | --------------- |
|    | Germania (bandiera) | C     | Martin Giesel   |
|    | Turchia (bandiera)  | C     | Savaş Koç       |
|    | Germania (bandiera) | C     | Werner Lorant   |
|    | Germania (bandiera) | C     | Manfred Maczuga |
|    | Germania (bandiera) | C     | Achim Neumann   |
|    | Polonia (bandiera)  | C     | Marek Pięta     |
|    | Germania (bandiera) | C     | Fritz Wedekind  |
|    | Germania (bandiera) | A     | Frank Hartmann  |
|    | Germania (bandiera) | A     | Peter Hayduk    |
|    | Germania (bandiera) | A     | Horst Neumann   |
|    | Germania (bandiera) | A     | Fred Schaub     |

## Organigramma societario
Area tecnica
- Allenatore: Werner Biskup
- Allenatore in seconda:
- Preparatore dei portieri:
- Preparatori atletici:

## Calciomercato

### Sessione estiva
| Acquisti | Acquisti         | Acquisti         | Acquisti |
| R.       | Nome             | da               | Modalità |
| -------- | ---------------- | ---------------- | -------- |
| C        | Martin Giesel    | Arminia Hannover |          |
| D        | Bastian Hellberg | Arminia Hannover |          |
| D        | Axel Horn        | Hannover 96 II   |          |
| C        | Werner Lorant    | Schalke 04       |          |
| C        | Achim Neumann    | Hannover 96 II   |          |
| D        | Bernd Thiele     | Schalke 04       |          |

| Cessioni | Cessioni      | Cessioni         | Cessioni |
| R.       | Nome          | a                | Modalità |
| -------- | ------------- | ---------------- | -------- |
| C        | Bernd Dierßen | Schalke 04       |          |
| C        | Jochen Goll   | Saarbrücken      |          |
| D        | Rainer Scholz | Waldhof Mannheim |          |

### Sessione invernale
| Acquisti | Acquisti    | Acquisti          | Acquisti |
| R.       | Nome        | da                | Modalità |
| -------- | ----------- | ----------------- | -------- |
| A        | Fred Schaub | Borussia Dortmund |          |

| Cessioni | Cessioni | Cessioni | Cessioni |
| R.       | Nome     | a        | Modalità |
| -------- | -------- | -------- | -------- |

## Risultati

### 2. Bundesliga

#### Girone di andata
| Arbitro: | Pauly |

|                     |           |                                                             |
| Hartmann 74’ (rig.) | Marcatori | 3’ Theiss 44’ Dittus 55’ (rig.) Kleppinger 56’, 62’ Günther |

| Arbitro: | Kasperowski |

|           |           |            |
| Drews 23’ | Marcatori | 25’ Hayduk |

| Hannover 13 agosto 1983, ore 15:00 CEST 3ª giornata | Hannover 96 | 0 – 0 referto | Alemannia Aquisgrana | Niedersachsenstadion (4 200 spett.)\| Arbitro: \| Schmidhuber \| |
| Arbitro:                                            | Schmidhuber |               |                      |                                                                  |

| Arbitro: | Theobald |

|                         |           |                        |
| Baier 17’ Kirschner 31’ | Marcatori | 35’ Steiner 56’ Hayduk |

| Arbitro: | Neuner |

|  |           |            |
|  | Marcatori | 63’ Wagner |

| Arbitro: | Diekert |

|                       |           |  |
| Schlumberger 46’, 80’ | Marcatori |  |

| Arbitro: | Reinstädtler |

|                |           |                 |
| Beike 53’, 87’ | Marcatori | 62’, 83’ Hobday |

| Arbitro: | Eli |

|  |           |                                |
|  | Marcatori | 77’ (aut.) Balewski 88’ Hayduk |

| Arbitro: | Michel |

|            |           |           |
| Hayduk 14’ | Marcatori | 86’ Allig |

| Arbitro: | Walz |

|                     |           |                   |
| Seel 37’ Müller 79’ | Marcatori | 57’ (rig.) Lorant |

| Arbitro: | Schütte |

|           |           |                 |
| Beike 58’ | Marcatori | 70’, 72’ Traser |

| Arbitro: | Bruch |

|                                                      |           |             |
| Thon 8’ Clute-Simon 46’, 81’ Dierßen 84’ Drexler 90’ | Marcatori | 64’ Surmann |

| Arbitro: | Ahlenfelder |

|                                    |           |                                 |
| Hayduk 7’ Hartmann 23’, 71’ (rig.) | Marcatori | 53’ Kohnle 58’ Birner 86’ Neipp |

| Arbitro: | Kautschor |

|                   |           |                              |
| Giesel 30’ (aut.) | Marcatori | 58’ Gorski 84’ (rig.) Lorant |

| Arbitro: | Retzmann |

|                               |           |                        |
| Hayduk 49’ Koç 52’ Gorski 80’ | Marcatori | 85’ Gíslason 89’ Funke |

| Arbitro: | Risse |

|                                        |           |            |
| Beck 34’ (rig.) Remark 79’ Metzler 85’ | Marcatori | 29’ Giesel |

| Arbitro: | Meijerink |

|             |           |               |
| Steiner 33’ | Marcatori | 75’ Vorreiter |

| Arbitro: | Kasperowski |

|  |           |                             |
|  | Marcatori | 3’ Wohlfarth 22’ Steininger |

| Arbitro: | Bodmer |

|                     |           |                          |
| Zele 12’ Rudolf 62’ | Marcatori | 26’ Hartmann 35’ Surmann |

#### Girone di ritorno
| Arbitro: | Kautschor |

|  |           |              |
|  | Marcatori | 55’ Hartmann |

| Arbitro: | Vasel |

|                                 |           |            |
| Lorant 24’ Schaub 46’ Beike 77’ | Marcatori | 66’ Kramer |

| Arbitro: | Hontheim |

|                                                                          |           |                   |
| Dörmann 33’, 66’ Rombach 57’ (rig.) Thiele 71’ (aut.) Steiner 86’ (aut.) | Marcatori | 31’ (rig.) Lorant |

| Arbitro: | Horeis |

|            |           |           |
| Lorant 54’ | Marcatori | 8’ Werres |

| Arbitro: | Jupe |

|  |           |              |
|  | Marcatori | 44’ Hartmann |

| Arbitro: | Schütte |

|                |           |            |
| Pięta 14’, 19’ | Marcatori | 72’ Gaedke |

| Arbitro: | Puchalski |

|                           |           |              |
| Klinsmann 78’ Forster 86’ | Marcatori | 84’ Hartmann |

| Arbitro: | Osmers |

|                                              |           |             |
| Schaub 7’, 73’ Steiner 64’ Lorant 86’ (rig.) | Marcatori | 62’ Schmidt |

| Arbitro: | Assenmacher |

|           |           |  |
| Wloka 67’ | Marcatori |  |

| Arbitro: | Schäfer |

|                       |           |              |
| Aussem 25’ Thiele 71’ | Marcatori | 35’ Schlegel |

| Arbitro: | Brehm |

|                 |           |  |
| Traser 30’, 61’ | Marcatori |  |

| Arbitro: | Retzmann |

|            |           |                                  |
| Schaub 89’ | Marcatori | 10’, 58’, 64’ Täuber 21’ Dierßen |

| Arbitro: | Niebergall |

|                     |           |                     |
| Elser 16’ Berti 25’ | Marcatori | 77’ (rig.) Hartmann |

| Arbitro: | Puchalski |

|                                       |           |                                                   |
| Schaub 6’, 57’ Steiner 52’ Aussem 72’ | Marcatori | 17’, 22’, 46’ Schäfer 30’ Buschmann 59’ Jurgeleit |

| Arbitro: | Ahlenfelder |

|                         |           |                   |
| Bittner 31’ Lehmann 58’ | Marcatori | 38’ (rig.) Lorant |

| Hannover 5 maggio 1984, ore 15:00 CEST 35ª giornata | Hannover 96 | 0 – 0 referto | Hertha Berlino | Niedersachsenstadion (4 030 spett.)\| Arbitro: \| Broska \| |
| Arbitro:                                            | Broska      |               |                |                                                             |

| Arbitro: | Michel |

|           |           |            |
| Ossen 27’ | Marcatori | 21’ Aussem |

| Arbitro: | Scheuerer |

|                          |           |                                                                 |
| Büssers 2’ Wohlfarth 60’ | Marcatori | 50’ Aussem 56’ Surmann 78’ Hartmann 85’ (rig.) Lorant 90’ Beike |

| Arbitro: | Puchalski |

|           |           |              |
| Beike 73’ | Marcatori | 16’ Schulzke |

### Coppa di Germania
| Arbitro: | Kautschor |

|                              |           |                                                |
| Lander 15’, 87’ Eggeling 90’ | Marcatori | 28’ Gorski 36’ Steiner 76’ Hartmann 88’ Hayduk |

| Arbitro: | Jupe |

|           |           |                                   |
| Fesel 90’ | Marcatori | 16’ Hartmann 29’ Beike 32’ Hayduk |

| Arbitro: | Correll |

|                                           |           |                        |
| Surmann 6’ Lorant 64’ (rig.) Hartmann 74’ | Marcatori | 14’ Allofs 31’ Fischer |

| Arbitro: | Gabor |

|  |           |          |
|  | Marcatori | 66’ Rahn |

## Statistiche

### Statistiche di squadra
| Competizione      | Punti | In casa | In casa | In casa | In casa | In casa | In casa | In trasferta | In trasferta | In trasferta | In trasferta | In trasferta | In trasferta | Totale | Totale | Totale | Totale | Totale | Totale | DR  |
| Competizione      | Punti | G       | V       | N       | P       | Gf      | Gs      | G            | V            | N            | P            | Gf           | Gs           | G      | V      | N      | P      | Gf     | Gs     | DR  |
| ----------------- | ----- | ------- | ------- | ------- | ------- | ------- | ------- | ------------ | ------------ | ------------ | ------------ | ------------ | ------------ | ------ | ------ | ------ | ------ | ------ | ------ | --- |
| 2. Bundesliga     | 32    | 19      | 5       | 8       | 6       | 30      | 34      | 19           | 5            | 4            | 10           | 24           | 35           | 38     | 10     | 12     | 16     | 54     | 69     | -15 |
| Coppa di Germania | -     | 2       | 1       | 0       | 1       | 3       | 3       | 2            | 2            | 0            | 0            | 7            | 4            | 4      | 3      | 0      | 1      | 10     | 7      | +3  |
| Totale            | 32    | 21      | 6       | 8       | 7       | 33      | 37      | 21           | 7            | 4            | 10           | 31           | 39           | 42     | 13     | 12     | 17     | 64     | 76     | -12 |

### Andamento in campionato
| Giornata  | 1  | 2  | 3  | 4  | 5  | 6  | 7  | 8  | 9  | 10 | 11 | 12 | 13 | 14 | 15 | 16 | 17 | 18 | 19 | 20 | 21 | 22 | 23 | 24 | 25 | 26 | 27 | 28 | 29 | 30 | 31 | 32 | 33 | 34 | 35 | 36 | 37 | 38 |
| --------- | -- | -- | -- | -- | -- | -- | -- | -- | -- | -- | -- | -- | -- | -- | -- | -- | -- | -- | -- | -- | -- | -- | -- | -- | -- | -- | -- | -- | -- | -- | -- | -- | -- | -- | -- | -- | -- | -- |
| Luogo     | C  | T  | C  | T  | C  | T  | C  | T  | C  | T  | C  | T  | C  | T  | C  | T  | C  | C  | T  | T  | C  | T  | C  | T  | C  | T  | C  | T  | C  | T  | C  | T  | C  | T  | C  | T  | T  | C  |
| Risultato | P  | N  | N  | N  | P  | P  | N  | V  | N  | P  | P  | P  | N  | V  | V  | P  | N  | P  | N  | V  | V  | P  | N  | V  | V  | P  | V  | P  | V  | P  | P  | P  | P  | P  | N  | N  | V  | N  |
| Posizione | 20 | 19 | 17 | 15 | 18 | 19 | 19 | 15 | 14 | 14 | 15 | 19 | 19 | 16 | 15 | 15 | 15 | 16 | 16 | 16 | 13 | 15 | 15 | 14 | 12 | 13 | 12 | 15 | 13 | 14 | 14 | 15 | 15 | 15 | 15 | 15 | 15 | 14 |

Legenda:

Luogo: C = Casa; T = Trasferta. Risultato: V = Vittoria; N = Pareggio; P = Sconfitta.

### Statistiche dei giocatori
| Giocatore    | 2. Bundesliga | 2. Bundesliga | 2. Bundesliga | 2. Bundesliga | Coppa di Germania | Coppa di Germania | Coppa di Germania | Coppa di Germania | Totale   | Totale | Totale      | Totale     |
| Giocatore    | Presenze      | Reti          | Ammonizioni   | Espulsioni    | Presenze          | Reti              | Ammonizioni       | Espulsioni        | Presenze | Reti   | Ammonizioni | Espulsioni |
| ------------ | ------------- | ------------- | ------------- | ------------- | ----------------- | ----------------- | ----------------- | ----------------- | -------- | ------ | ----------- | ---------- |
| R. Aussem    | 34            | 4             | 10            | 1             | 3                 | 0                 | 2                 | 0                 | 37       | 4      | 12          | 1          |
| L. Beike     | 19            | 6             | 2             | 0             | 2                 | 1                 | 0                 | 0                 | 21       | 7      | 2           | 0          |
| G. Dämpfling | 12            | 0             | 1             | 0             | 0                 | 0                 | 0                 | 0                 | 12       | 0      | 1           | 0          |
| A. Frercks   | 27            | 0             | 2             | 0             | 3                 | 0                 | 0                 | 0                 | 30       | 0      | 2           | 0          |
| M. Giesel    | 31            | 1             | 7             | 0             | 3                 | 0                 | 2                 | 0                 | 34       | 1      | 9           | 0          |
| B. Gorski    | 35            | 2             | 7             | 0             | 4                 | 1                 | 0                 | 0                 | 39       | 3      | 7           | 0          |
| F. Hartmann  | 34            | 9             | 2             | 1             | 4                 | 3                 | 0                 | 0                 | 38       | 12     | 2           | 1          |
| P. Hayduk    | 16            | 6             | 1             | 0             | 2                 | 2                 | 0                 | 0                 | 18       | 8      | 1           | 0          |
| B. Hellberg  | 16            | 0             | 0             | 0             | 1                 | 0                 | 0                 | 0                 | 17       | 0      | 0           | 0          |
| D. Hennies   | 17            | 0             | 5             | 0             | 2                 | 0                 | 0                 | 0                 | 19       | 0      | 5           | 0          |
| A. Horn      | 1             | 0             | 0             | 0             | 0                 | 0                 | 0                 | 0                 | 1        | 0      | 0           | 0          |
| S. Koç       | 18            | 1             | 1             | 0             | 2                 | 0                 | 1                 | 0                 | 20       | 1      | 2           | 0          |
| W. Lorant    | 33            | 8             | 9             | 0             | 4                 | 1                 | 1                 | 0                 | 37       | 9      | 10          | 0          |
| M. Maczuga   | 2             | 0             | 0             | 0             | 0                 | 0                 | 0                 | 0                 | 2        | 0      | 0           | 0          |
| A. Neumann   | 1             | 0             | 2             | 0             | 0                 | 0                 | 0                 | 0                 | 1        | 0      | 2           | 0          |
| H. Neumann   | 7             | 0             | 2             | 0             | 1                 | 0                 | 0                 | 0                 | 8        | 0      | 2           | 0          |
| M. Pięta     | 13            | 2             | 1             | 0             | 3                 | 0                 | 0                 | 0                 | 16       | 2      | 1           | 0          |
| J. Rynio     | 38            | 0             | 0             | 0             | 4                 | 0                 | 1                 | 0                 | 42       | 0      | 1           | 0          |
| F. Schaub    | 17            | 6             | 0             | 1             | 1                 | 0                 | 1                 | 0                 | 18       | 6      | 1           | 1          |
| B. Steiner   | 30            | 4             | 7             | 1             | 4                 | 1                 | 0                 | 0                 | 34       | 5      | 7           | 1          |
| K. Surmann   | 36            | 3             | 4             | 0             | 4                 | 1                 | 0                 | 0                 | 40       | 4      | 4           | 0          |
| B. Thiele    | 31            | 1             | 11            | 0             | 3                 | 0                 | 0                 | 0                 | 34       | 1      | 11          | 0          |
| F. Wedekind  | 1             | 0             | 0             | 0             | 0                 | 0                 | 0                 | 0                 | 1        | 0      | 0           | 0          |